# Una noche de 'strip-tease'
Una noche de 'strip-tease (Don't Just Lie There, Say Something!) es una obra de teatro de Michael Pertwee, estrenada en 1971 y en España en 1973.

## Argumento
La obra presenta a sir William Mainwaring-Brown, secretario de vivienda del Reino Unido, quien promueve una campaña contra la permisividad, lo que llevará a que su secretario y gran amigo Barry Ovies, sea secuestrado la mañana de su propia boda por un grupo de anarquistas. Estos después de drogarlo, pretenden llevarlo a una auténtica fiesta salvaje para poder fotografiarlo y así poder destruir la buena reputación del gobierno. Sin embargo, Barry conseguirá huir y refugiarse en un piso de sir William, donde, para su sorpresa, descubrirá que el secretario no es lo que aparenta y el mismo podría estar incluido en la lista negra de su ley. Así será como los planes de sir William de pasar una noche con Wendy —su amante—, en apariencia bastante sencillos, irán complicándose con la llegada al piso de sus enemigos de la oposición en la política, inspectores de policías y un buen ramillete de bellas mujeres. Sir William debe actuar para evitar poner su carrera en peligro.

## Estreno
- Teatro Martín, Madrid, 31 de agosto de 1973.
  - Dirección: Victor Andrés Catena.
  - Escenografía: J.M.Tapiador.
  - Intérpretes: Antonio Ozores, Jose Sazatornil, Sila Montenegro sustituida por Lynda Ross, Nene Morales, Raquel Ortuño, Carmen Platero, Antonio Acebal..